# سوق الغرابلية
سوق الغرابلية بسكون الغين وسكون الباء، ويعرف أيضا بسوق الغرابل، هو أحد أسواق مدينة تونس العتيقة، وهو مختص في صناعة وبيع الغرابيل.

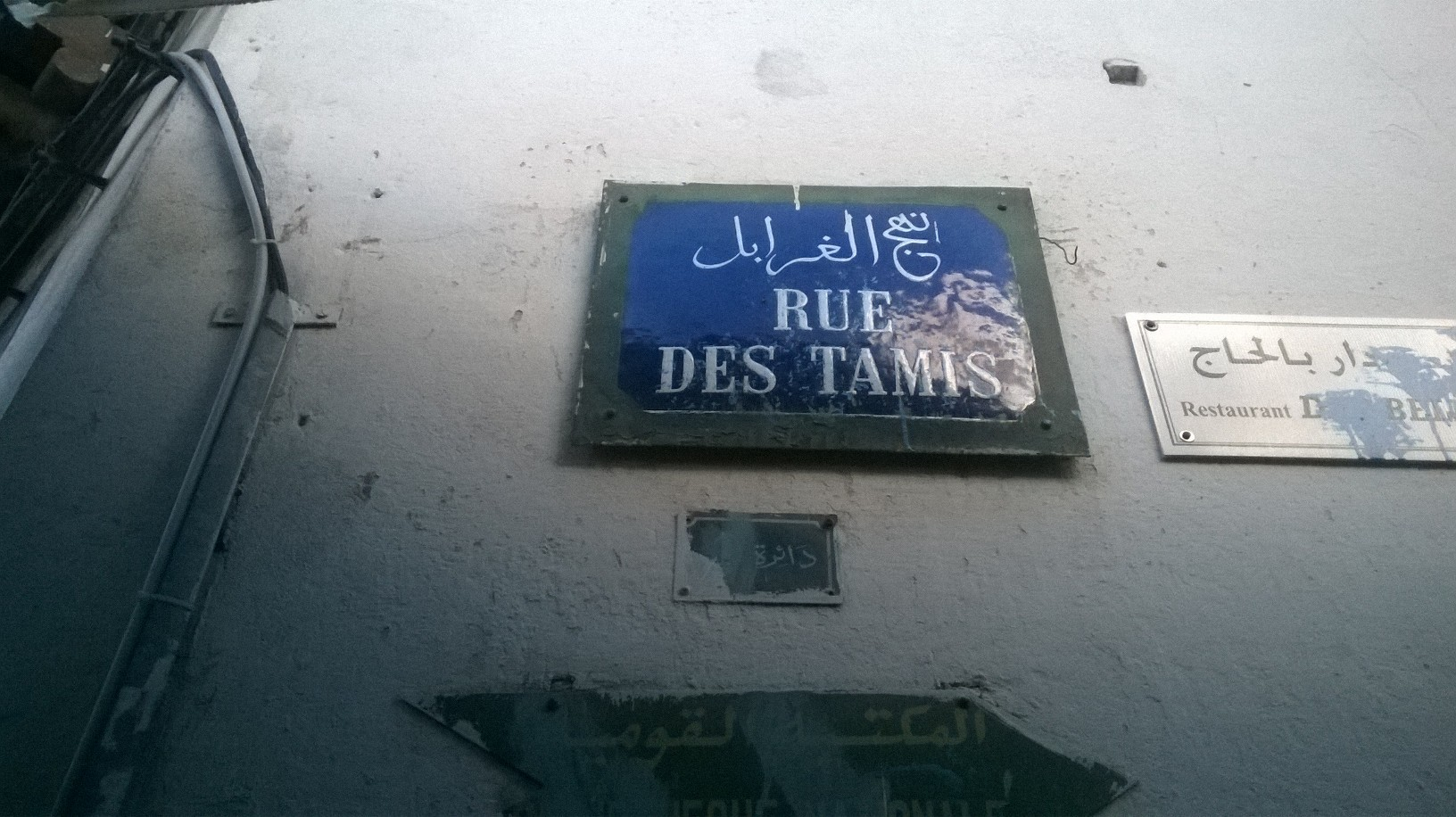
لافتة سوق الغرابل

## موقعه
الغرابلية مفردها غرابلي وهو الحرفي المختص في صناعة الغربال . يقع سوق الغرابلية بقلب مدينة تونس قرب جامع الزيتونة، ويمكن الوصول إليه عن طريق سوق الوزر وسوق العطارين وسوق البلاغجية. 

## الغرابيل
كانت الغرابيل تصنع بأكثر من مدينة تونسية من بينها القيروان وصفاقس إضافة إلى العاصمة. وكان الغربال يصنع من شعر الخيل  أو من الشعر أو من المعدن. وكانت هناك أنواع من الغرابيل منها غربال بسيسة الذي كان يستعمل لنخل البسيسة بعد رحيها، ومنها غربال الشعير الذي ينخل به الدقيق. ومنها أيضا الغربال الدقيق، وغربال الطلاع بتشديد اللام وغربال الكسكسي وغربال المحمص، وإضافة إلى ذلك هناك الغربال الغليظ لنخل البركوكش 
لقد تغيرت العادات الغذائية للتونسيين، فأصبحوا يعتمدون على المأكولات المصنعة ومن هنا تراجع استعمال الغربال وتراجع سوق الغرابل وأغلقت أغلب دكاكينه، ولم يبق منها في 2011 سوى كانين اثنين يتوجه جانب من المنتوج إلى السياحة حيث تستعمل الغرابيل للزينة أو كتذكار.

## إشارات مرجعية
1. ↑  Berger-Levrault, 1896, La Tunisie, , Berger-Levrault, 1896, p.306
2. ↑  Archives de L'Institut Pasteur de Tunis, Volume 29, 1940, p. 486
3. ↑  جريدة الشرق الأوسط 26 سبتمبر 2011 تونس: صناعة الغرابيل من الاستعمالات اليومية إلى ديكورات في المنازل الغربية

ْ